# Белозгуардо
Белозгуа̀рдо (на италиански: Bellosguardo) е село и община в Южна Италия, провинция Салерно, регион Кампания. Разположено е на 559 m надморска височина. Населението на общината е 865 души (към 2010 г.).